# Asperula taurina
Aspérule de Turin, Grande Croisette
Espèce
L'Aspérule de Turin ou Grande Croisette (Asperula taurina) est une espèce de plantes vivaces de la famille des Rubiacées.